# Isaac Asante
Isaac Asante (* 29. August 2002 in Accra) ist ein belgisch-ghanaischer Fußballspieler, der aktuell beim FK Panevėžys in Litauen unter Vertrag steht.

## Karriere
Asante begann seine fußballerische Laufbahn beim belgischen Verein AC Zwijndaare. Später wurde er von Scouts von Sporting Lokeren entdeckt und verpflichtet. Im Jahr 2019 wechselte er zunächst in die U21 von Oud-Heverlee Löwen. In der Saison 2019/20 kam er zweimal in der Reserves 1A zum Einsatz, stand aber auch bereits einmal im Kader der Profis in der Division 1B. Nach dem Aufstieg der Profimannschaft in die Division 1A erhielt er im Sommer 2020 einen bis Juni 2022 laufenden Profivertrag. Sein Profidebüt gab er am 15. August 2020 (2. Spieltag), als er bei einem 1:1-Unentschieden gegen den KRC Genk in der Startformation stand. Anschließend kam er lange zu keinem Einsatz. Gegen Ende der Saison kam er jedoch noch zu vier weiteren Spielen. Nachdem er in der Saison 2021/22 am ersten Spieltag auf der Bank saß, wurde er danach nicht mehr für das Profiteam berufen.
In der Saison 2022/23 wurde die U 23-Mannschaft in die 1. Division Amateure eingegliedert. Asante bestritt dort 16 von 38 möglichen Ligaspielen. Ohne weiteren Einsatz in der nächsten Saison für Löwen wechselte er Anfang September 2023 zum KV Mechelen, wo er einen Vertrag mit zwei Jahren Laufzeit unterschrieb. Er wurde dort zunächst nur in der U 23-Mannschaft eingesetzt, die in der 2. flämischen Amateur-Division, der vierthöchsten Spielklasse, spielt. Für diese bestritt er 18 von 32 möglichen Ligaspielen, in denen er zwei Tore schoss. Dazu kamen drei Einwechselungen bei Ligaspielen der ersten Mannschaft jeweils kurz vor Spielschluss. Nachdem er die Hinrunde der Spielzeit 2024/25 wieder komplett bei der Reservemannschaft verbracht hatte, folgte im Februar 2025 ein fester Wechsel zum litauischen Erstligisten FK Panevėžys.

## Erfolge
Oud-Heverlee Löwen
- Aufstieg in die Division 1A: 2020